# Тагинцев, Николай Фёдорович
Никола́й Фёдорович Таги́нцев (родился в 1954 году) — российский государственный деятель, первый заместитель Главы администрации Липецкой области (2019 - 2021).

## Биография
Родился в 1954 году в селе Елец-Лозовка Хлевенского района Липецкой области.
Окончил Воронежский сельскохозяйственный институт по специальности «инженер-механик», Ростовскую высшую партийную школу. Кандидат экономических наук.
В 1976 году был определён инженером-механиком совхоза «Елец-Лозовский» Хлевенского района Липецкой области.
С 1978 года работал главным инженером совхоза «Дмитряшевский», директором совхоза «Елец-Лозовский» Хлевенского района Липецкой области.
В 1985 году избран председателем райисполкома, затем первый секретарь райкома КПСС и председатель Совета народных депутатов Хлевенского района Липецкой области.
В 1993 по 1998 годах — глава Хлевенской районной администрации.
С апреля 1998 года — заместитель главы администрации Липецкой области, курировал сельское и лесное хозяйство, пищевую промышленность и вопросы экологии.
9 апреля 2009 года — переведён на должность начальника управления лесного хозяйства Липецкой области.
С 23 мая 2012 года вновь занимает должность заместителя Главы администрации Липецкой области.
25 февраля 2019 года утвержден на должность первого заместителя Главы администрации Липецкой области.
29 ноября 2021 года освобожден от занимаемой должности в связи с уходом на пенсию.
В 2024 году являлся доверенным лицом кандидата в президенты России Владимира Путина.

## Награды
Награжден орденами Александра Невского, Почёта, Дружбы, золотой медалью Министерства сельского хозяйства Российской Федерации «За вклад в развитие агропромышленного комплекса». В 2019 году Николай Тагинцев удостоен звания «Почетный гражданин Липецкой области».

## Оценки
Входит в десятку наиболее политически влиятельных людей Липецкой области по версии журнала «Эксперт».